# B-32 (航空機)
B-32 ドミネーター
- 用途：重爆撃機
- 分類：航空機
- 製造者：コンソリデーテッド社
- 運用者： アメリカ合衆国（アメリカ陸軍航空軍）
- 初飛行：1942年9月7日
- 生産数：118機
- 運用開始：1945年1月27日
- 退役：1945年8月30日
- 運用状況：退役

B-32 ドミネーター(B-32 Dominator : 支配者)は、第二次世界大戦時にアメリカ陸軍航空軍が使用した爆撃機。開発はコンソリデーテッド社。

## 特徴
B-32は、4発のレシプロエンジンを持つ大型爆撃機である。エンジンはB-29と同じライト R-3350-23である。与圧装置の検討もあり、胴体断面こそ円形をしているが、主翼は高アスペクト比のテーパー翼で高翼配置、試作機XB-32の垂直尾翼は双尾翼であるなど、実績のあるB-24の設計を踏襲している。垂直尾翼は試験の後に単尾翼に変更された。防御機銃として12.7 mm連装機関銃が機首、尾部、機体下面1ヶ所、機体上面2ヶ所の5ヶ所に装備された。
B-32は当初、B-29が失敗した場合の保険として意図されたものだった。開発の遅延とB-29の開発成功により、大量生産はなされず115機の生産に終わった。

## 歴史
1939年11月、ヨーロッパにおける第二次世界大戦の開始を受けて、アメリカ陸軍は超長距離爆撃機計画(Very long range)を開始した。これは、2万ポンドの爆弾を搭載し、8,500km以上の航続距離を持つ爆撃機の開発計画であった。1940年1月、航空メーカー各社に仕様が示され、コンソリデーテッド社はこれに応募した（1943年にバルティ社と合併してコンソリデーテッド・バルティ、通称コンベア社となる）。同社モデル33案はB-32として採用された。この時に、ボーイング社のB-29、ロッキード社のB-30、ダグラス社のB-31の各案も採用されていた。審査結果で第1位だったB-29を本命として、第2位のB-30がバックアップ機となるはずだったが、ロッキード社が開発を辞退し、第3位のB-31は搭載するエンジンをR-4360に変更したため開発に時間がかかるとして、第4位のB-32がバックアップ計画として1940年9月6日に試作機2機が発注された。当初計画より6ヶ月遅れたものの、初飛行は1942年9月7日に行われた。これはB-29の1942年9月21日より2週間早い。
初飛行以後は試作初号機の墜落や与圧装置の不良、垂直尾翼の改修などが重なり、開発は遅延した。1943年3月17日には量産型B-32と無武装練習機型TB-32合わせて300機の発注がなされ、1944年には追加で1,500機の発注がなされた。与圧装置が不良のため、与圧装置なしで量産を行うこととなり、1944年9月に量産初号機が完成したが、すでにB-29が実戦配備されていたこと、与圧装置がないことにより高高度爆撃ができず、ほとんどの生産はキャンセルされることとなった。結局、生産されたのは試作機XB-32が3機、B-32が75機、TB-32が40機である。
アメリカ陸軍は、1944年夏にはB-17とB-24をB-32に置き換えたいと考えており、地中海に拠点を置くB24爆撃集団を最初に移行させ、さらに拡大していこうとしたが、B-32のテストプログラムが予定より大幅に遅れたため、欧州戦線には一機も配備されることはなかった。
1945年3月、太平洋戦線の第5空軍の司令官ジョージ・ケニーは、彼が配備を望んでいたB-29が優先順位の高い部隊に回されたのであきらめ、ワシントンにB-32を求めに行った。ケニーは参謀にB-32を試験するように命じた。戦闘試験計画が立てられ、成功すれば、太平洋方面の全てのB-24と置き換える予定だった。3機のB-32が第5空軍第312爆撃集団第386爆撃飛行隊に配備された。5月29日、B-32は最初の戦闘試験のためにフィリピンのルソン島へ移動した。最後の試験は台湾で6月25日に行われた。
1945年7月、太平洋戦線の第386爆撃飛行隊はB-32への移行を完了した。8月9日、長崎の爆撃に参加。日本がポツダム宣言受諾した後の1945年8月17日、連合国占領下の沖縄の基地より、B-32が日本の降伏を確認するため、上空撮影の偵察に関東上空へ飛来したが、日本の対空砲と戦闘機による攻撃が行われた。18日、再び日本の戦闘機から攻撃を受けた。B-32は沖縄に帰還することはできたが、17日に搭乗員2名が負傷、18日に写真撮影者のアントニー・マーチオン（Anthony J. Marchione）陸軍三等軍曹1名が死亡した。これがアメリカ軍兵士の第二次世界大戦での最後の戦死者となった。
戦後、房総半島から伊豆諸島で攻撃を行った者として数名が名乗り出ており、紫電改で出撃した小町定や零戦で出撃した坂井三郎、大原亮治がいる（全て横須賀海軍航空隊所属）。坂井の証言によれば、紫電改3機、零戦14機が攻撃を行ったという。
8月28日、B-32の任務は完了し、第386爆撃飛行隊は2日後に作戦終了を命じた。9月8日、B-32プログラムの中止が行われ、10月12日に生産も中止した。工場の飛行機は廃棄所に直接飛行し、組み立て中のものも廃棄され、1949年夏に残りのB-32も廃棄された。

## 各型
XB-32
社内名称モデル33。試作機であり、3機が製造された。これは、内側エンジンがライトR-3350-13、外側がR-3350-21であり、3翅のプロペラを有していた。また、機首はガラス張りで、水平尾翼端に双垂直尾翼を有していた。2号機や3号機では、様々な尾翼形状が試験された。単垂直尾翼も試験され、与圧装置の装備のほか、ベントラルフィンに遠隔操縦・引き込み式の銃塔が設けられ、機体末尾にも銃座が設けられた。
B-32-1CF
社内名称モデル34。1944年8月5日初飛行。ライトR-3350-23エンジン搭載。最初の2機はB-29を改設計した尾翼を装備していた。垂直尾翼のトリムタブは1ヶ所であり、AN/APQ-5BおよびAN/APQ-13の爆撃照準レーダーや長距離航法装置を搭載していた。10機製造。
B-32-5CF
垂直尾翼のトリムタブが2ヶ所となり、以降これが標準となった。15機が製造され、うち11機は、後に爆撃照準レーダーや長距離航法装置を取り外し、TB-32-5CFに改装された。
TB-32-10CF
爆弾倉の扉構造を変更し、無線方位測定装置をSCR-269-GからAN/ARN-7に換装し、エンジン消火装置を設置した型。25機製造。
TB-32-15CF
尾翼にも除氷装置を設置した型。4機製造。
B-32-20CF
戦闘用に信頼性の低い与圧装置を降ろし、機体後部に捜索監視用の窓を追加した型。21機製造。
B-32-21CF
空挺部隊輸送用。爆撃機材を降ろし、後部胴体内に座席を設置。B-32-20CFより1機改装。
B-32-25CF
爆弾倉内に補助燃料タンクを追加し、電波航法装置にAN/APN-9 LORANを搭載した型。25機製造。
B-32-30CF
機首銃座を改良し、電子妨害器材をAN/APQ-2、AN/APT-1、AN/APT-2に換装し、爆撃照準レーダーもAPQ-13Aに換装した型。7機製造。うち3機は間もなくスクラップにされた。
B-32-35CF
弾薬の搭載量を増加させた型。7機製造も、運用されず、スクラップにされた。
B-32-40CF
10機製造も、運用されず、スクラップにされた。
B-32-45CF/50CF
37機が途中で製造中止され、その場でスクラップとされた。
B-32-1CO
サンディエゴ工場での生産機。B-32-20CFと同等。3機製造も、納入は1機のみで、他の2機はスクラップにされた。
B-32の300機の発注のうち、118機が納入され、130機が飛行可能状態まで生産された。170機がキャンセルされている。1,099機のB-32-CF、499機のB-32-COも戦争終結後にキャンセルされた。

## 諸元
- 全長：25.32m
- 全幅：41.15m
- 全高：10.06m
- 自重：27t
- エンジン：ライトR-3350-23Aレシプロ・エンジン（2,200馬力）4基
- 最高速度：575km/h
- 巡航速度：467km/h
- 航続距離：最大6115km
- 武装：12.7mm連装機銃5基、爆弾20,000ポンド
- 乗員：8名